# 6. pehotna divizija (Avstro-Ogrska)
6. pehotna divizija (izvirno nemško 6. Infanterie-Division oz. nemško 6. Infanterietruppendivision) je bila pehotna divizija avstro-ogrske kopenske vojske, ki je bila aktivna med prvo svetovno vojno.

## Zgodovina
Divizija se je bojevala na soški fronti in sicer je bila oktobra 1915 (med tretjo soško ofenzivo) poslana na fronto iz korpusne rezerve.

## Poveljstvo
Poveljniki (Kommandanten)
- Karl Gelb von Siegesstern: avgust - december 1914
- Alois Schönburg-Hartenstein: januar 1915 - julij 1916
- Rudolf Müller: julij - september 1916
- Artur von Mecenseffy: september 1916 - oktober 1917
- Joseph Schilawsky von Bahnbrück: oktober 1917 - november 1918

## Organizacija
Maj 1941
- 11. pehotna brigada
- 12. pehotna brigada
- 9. poljskotopniški polk
- 7. poljskotopniški polk
- 3. gorski artilerijski polk

Maj 1918
- 11. pehotna brigada:

- 81. pehotni polk
- 127. pehotni polk

- 12. pehotna brigada:

- 17. pehotni polk
- 27. pehotni polk

- 6. jurišni bataljon
- 2. poljskoartilerijska brigada
- 6. poljskoartilerijska brigada
- 28. poljskoartilerijska brigada
- 1. eskadron, 5. dragonski polk
- 1. četa, 6. saperski bataljon